# Voortbewegingstoestel
Een voortbewegingstoestel (Frans: engin de déplacement) is sinds 2007 een klasse van voertuigen onder de Belgische Wegcode. Er wordt een onderscheid gemaakt tussen niet-gemotoriseerde voortbewegingstoestellen (bv. skateboards, rolschaatsen, steps) en gemotoriseerde voortbewegingstoestellen (bv. elektrische steps, monowheels, scootmobielen, elektrische rolstoelen, hoverboards, stints). Voor voortbewegingstoestellen bestaan bijzondere regels op gebied van plaats op de weg, inschrijvingsplicht, rijbewijs, verzekering, verlichting, lading, maximumbreedte, enz.

## Definitie
Niet-gemotoriseerde voortbewegingstoestellen zijn alle voertuigen die door spierkracht van de gebruikers voortbewegen, niet met een motor zijn uitgerust en geen rijwielen zijn. Gemotoriseerde voortbewegingstoestellen zijn alle motorvoertuigen met één of meer wielen die door hun constructie niet sneller kunnen rijden dan 25 km per uur. Van zodra iets sneller kan, ook door opdrijving, is het geen voortbewegingstoestel meer. Elektrische steps met zadel worden dan weer als bromfietsen gekwalificeerd. Wanneer niet bereden, wordt het voortbewegingstoestel niet als voertuig beschouwd.

## Gelijkstelling met fietsers of voetgangers
Voor de verkeersregels worden gebruikers van voortbewegingstoestellen in de volgende gevallen gelijkgesteld met fietsers (artikel 7bis Wegcode):
- Gemotoriseerde voortbewegingstoestellen
- Niet-gemotoriseerde voortbewegingstoestellen waarmee sneller dan stapvoets wordt gereden

In andere gevallen worden ze gelijkgesteld met voetgangers:
- Niet-gemotoriseerde voortbewegingstoestellen waarmee niet sneller dan stapvoets wordt gereden
- Gemotoriseerde voortbewegingstoestellen gebruikt door personen met een verminderde mobiliteit, voor zover ze stapvoets rijden

Dit bepaalt de plaats die ze krijgen toegewezen op de openbare weg, waar ze mogen parkeren, enz. De snelheidsbepaling gebeurt niet numeriek maar visueel, naargelang de snelheid waarmee een voetganger zich op dat ogenblik en op die plaats voortbeweegt. Op een drukke plek kan stapvoets dus trager zijn dan op een plaats waar flink wordt doorgestapt. Vóór 1 juli 2022 was "stapvoets of niet" in alle gevallen het doorslaggevende criterium.
Wanneer een voortbewegingstoestel op het voetpad sterk hinderlijk is doordat het aan de hand wordt geleid of grote voorwerpen vervoert, moet het uitwijken naar de rijbaan (artikel 42.2.1 Wegcode).
Voortbewegingstoestellen hoeven niet gehomologeerd of ingeschreven te zijn. Als bestuurder ervan is het niet nodig een rijbewijs te hebben noch een helm te dragen.

## Passagiers en lading
Het is verboden personen te vervoeren op voortbewegingstoestellen, behalve wanneer ze gebouwd zijn voor personenvervoer en voor zover er niet meer passagiers zijn dan ingerichte zitplaatsen (artikel 44.2). Deze uitzondering is speciaal bedoeld voor scootmobielen.
De lading van een voortbewegingstoestel mag niet meer uitsteken dan 1 meter achteraan, 0,5 meter vooraan, 0,3 meter aan weerszijden en 2,5 meter in de hoogte (artikel 46.2.3 en 46.4 Wegcode).

## Parkeren
De parkeerregels voor een voortbewegingstoestel zijn gelijk aan deze voor fietsen en bromfietsen: buiten de rijbaan en buiten de autoparkeerzones (artikel 23.3 Wegcode). Opnieuw is er een uitzondering voor elektrische rolstoelen. Geparkeerde voortbewegingstoestellen mogen het verkeer niet hinderen of onveilig te maken, bijvoorbeeld door dwars over het voetpad te staan. Specifieke parkeerzones en parkeerverboden zijn mogelijk en worden met onderborden of wegmarkering aangegeven.

## Technische voorschriften
Verlichting (vooraan wit of geel, achteraan rood) is verplicht 's nachts en wanneer het zicht beperkt is (artikel 30.3, 6° Wegcode). De maximale breedte van een voortbewegingstoestel is 1 meter (artikel 82bis Wegcode).
Voor gemotoriseerde voortbewegingstoestellen gelden bijkomende voorschriften:
- doelmatige remmen
- een witte reflecterende strook aan de zijkanten (hetzij aan de voetsteunen, hetzij cirkelvormig langs de voor- en achterwielen)

Wanneer ze met een stuur zijn uitgerust, moeten gemotoriseerde voortbewegingstoestellen ook beschikken over een witte reflector vooraan, een rode reflector achteraan en een bel.

## Minimumleeftijd
Om een gemotoriseerd voortbewegingstoestel te gebruiken moet men minstens 16 jaar oud zijn (artikel 8.2, 7° Wegcode). Uitzonderingen zijn er voor:
- Rolstoelgebruikers
- In woonerven, voetgangerszones en speelstraten
- Op wegen voorbehouden aan voetgangers, fietsers, ruiters en landbouwvoertuigen

## Verzekering
Voortbewegingstoestellen zijn niet verzekeringsplichtig. Ook in gemotoriseerde versie zijn ze vrijgesteld van de Wet Aansprakelijkheidsverzekering Motorrijtuigen, omdat ze per definitie niet sneller gaan dan 25 km/h (artikel 2bis WAM). Wanneer ze toch sneller kunnen, heerst er onduidelijkheid of ze als bromfiets klasse B dan wel als auto worden geherkwalificeerd, in elk geval worden ze dan verondersteld zich te verzekeren.
Wanneer een onverzekerde gebruiker van een voortbewegingstoestel iemand aanrijdt, bv. een voetganger of een fietser, komt het Gemeenschappelijk Motorwaarborgfonds tussen om de benadeelde te vergoeden (Artikel 19bis-11, 9° WAM). Er zal echter verhaal zijn op de aanrijder, zodat het sluiten van een familiale verzekering interessant blijft.

## Voetnoten
1. ↑  Aelterman 2021, p. 77-78
2. ↑  Ivan Bruggeman, "Artikel 9 – Plaats van de bestuurder op de openbare weg" in: Het wegverkeer. 'De Postal'. Praktisch – Snel – Gecommentarieerd, eds. Thierry Papart e.a., 2019, p. 27-31
3. ↑  Verbod voor -16-jarigen en niet meer op het voetpad rijden: strengere regels voor elektrische steps in het verkeer, VRT NWS, 17 maart 2022
4. ↑  Aelterman 2021, p. 31-32